# Harry Betts

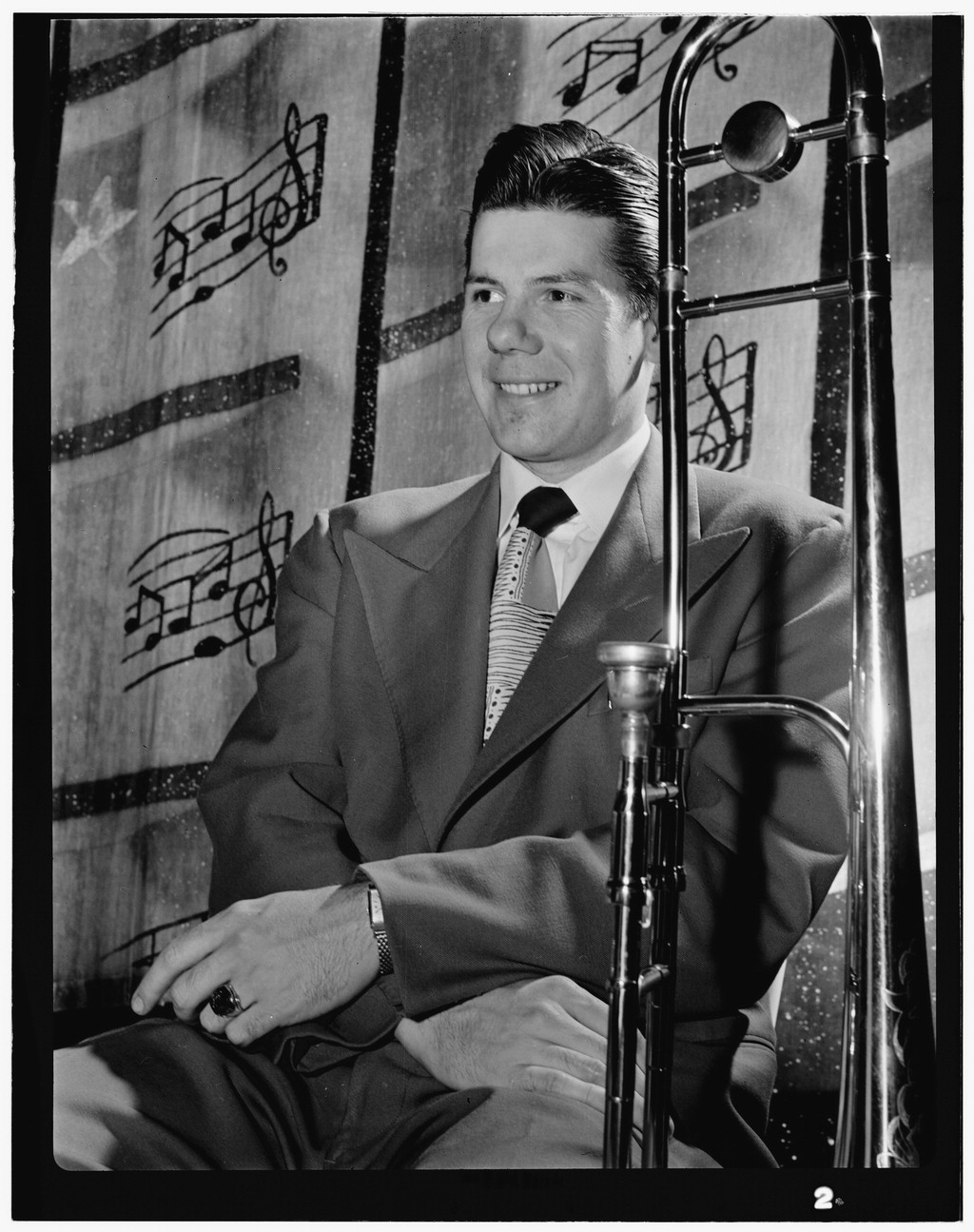
Harry Betts, circa 1947.

Harry Betts (New York, 15 september 1922) is een Amerikaanse jazz-componist, arrangeur en trombonist.
Betts speelde in het begin van de jaren vijftig in het orkest van Stan Kenton, waarvoor hij ook arrangementen schreef. Hij vestigde zich in Hollywood, waar hij werkte voor televisie, film en in opnamestudio's. Hij werkte met Nat King Cole, Ella Fitzgerald, June Christy, Shorty Rogers, Barney Kessel, Pete Rugolo, Oscar Peterson, Sam Cooke, Frank Sinatra en Mel Tormé. Hij arrangeerde voor zanger Jack Jones en schreef filmmuziek voor onder meer The Fantastic Plastic Machine en Nice Dreams. Betts heeft één eigen album gemaakt, The Jazz Soul of Doctor Kildare (1962), waaraan onder meer Bud Shank meewerkte.
- Bibliothèque nationale de France: cb139735131 (data)
- International Standard Name Identifier: 0000 0004 0666 6348
- Library of Congress Control Number: n93102113
- MusicBrainz: f36e8054-c46b-4990-83b5-1f1ed96001bf
- Nationale Bibliotheek van Tsjechië: xx0169893
- SNAC: w6m47833
- Virtual International Authority File: 301359287